# Tundra

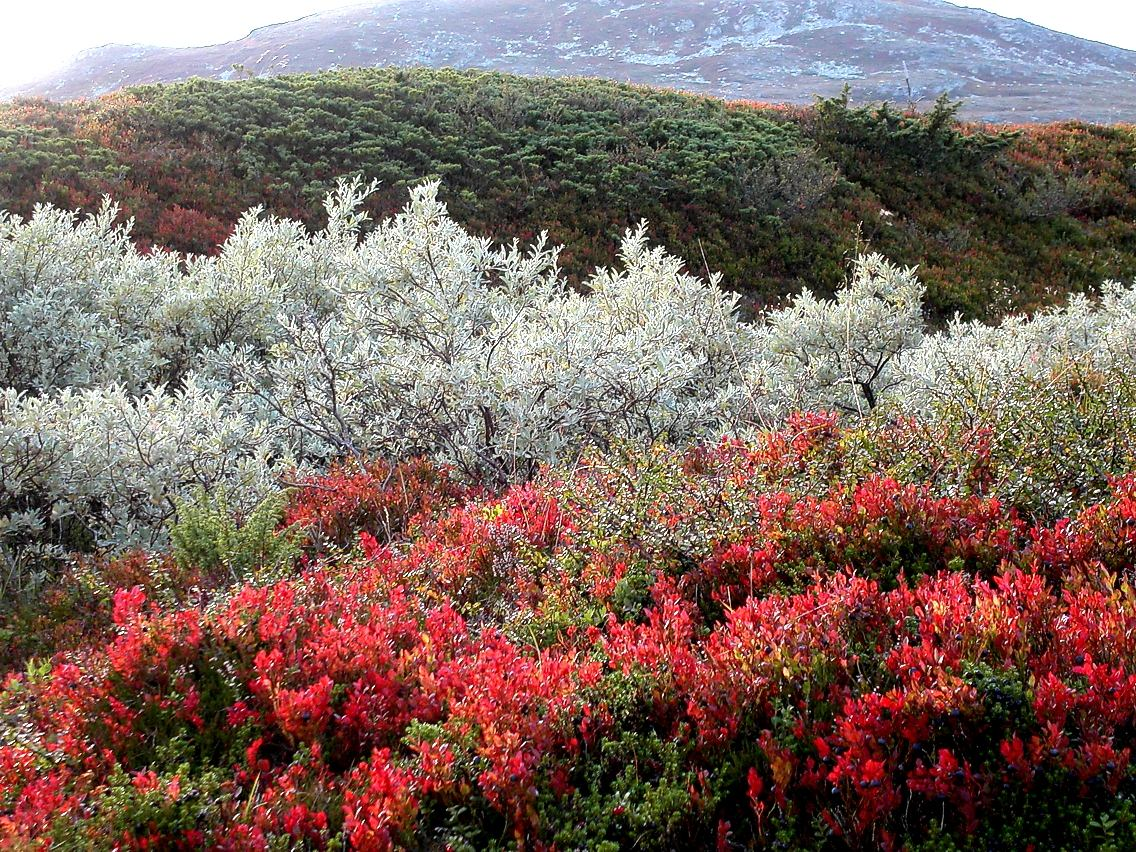
Tundra arbustiva al nord de Noruega.

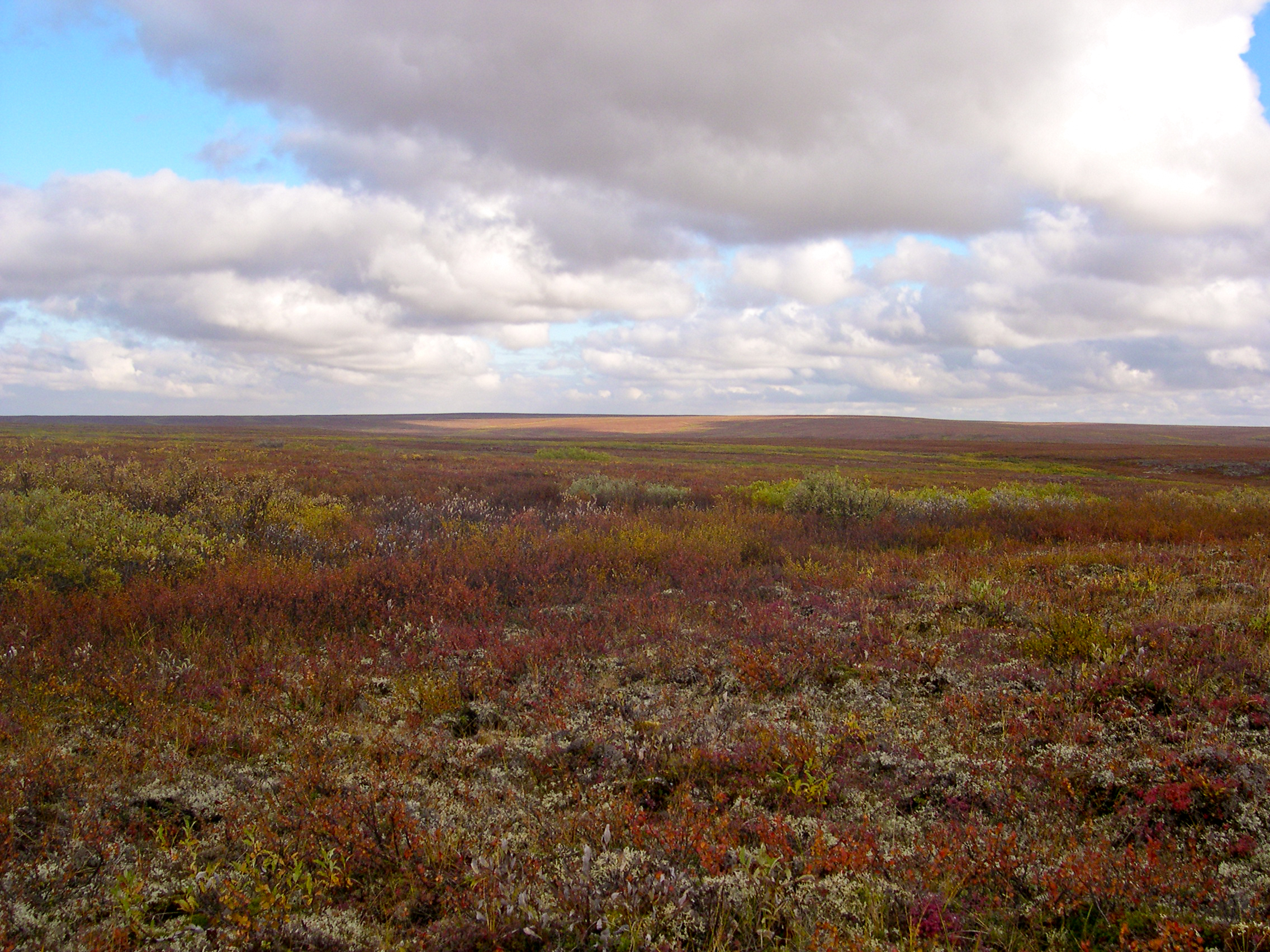
Tundra a Vorkuta, al nord de Rússia

La tundra (del rus тундра, tundra) és un bioma terrestre caracteritzat per les baixes temperatures que només permeten el creixement d'una vegetació herbàcia o arbustiva.
La tundra convencionalment és la zona de vegetació al nord del límit de creixement dels arbres i al sud del desert polar. Per definició els seus límits coincideixen amb la isotermes de juliol de 2 °C al nord i de 12 °C al sud. La tundra cobreix 7.340.000 km² i representa un 10% de la superfície terrestre.
La paraula tundra deriva de la paraula finesa tunturia (planura sense arbres) amb la qual es designen el turons sense arbres per causa del descens de la temperatura amb l'altitud.
Es reserva el nom de tundra per les latituds circumpolars de l'hemisferi nord mentre que una vegetació semblant, també sense arbres, establerta a l'alta muntanya de clima temperat, rep el nom de prat alpí.
A l'hemisferi sud no hi ha una formació equivalent a la tundra, sinó un paisatge diferent anomenat tundra magallànica.
La importància de la tundra és gran respecte al seu paper de reservori de carboni en al cicle d'aquest element. Els sòls de la tundra contenen entre el 12 i el 33% del carboni del món tant en la capa activa (que es desglaça cada any) com en el permagel.
Amb el canvi climàtic i l'escalfament global es preveu que el bioma de la tundra sigui el més afectat entre els biomes del món, ja que les temperatures de l'estiu augmentarien de 2 a 5 °C fonent-se tot o part del permagel.
La tundra té una feble biomassa i menys biodiversitat que altres biomes. A tot el món hi ha unes 250.000 plantes vasculars. Al sud de la tundra hi ha només 500 espècies que encara disminueixen més com més cap al nord i a les illes.

## Tipus de tundra
- Tundra arbustiva: És la que està més al sud, hi domina la molsa amb arbres nans, verns, bedolls i salzes de mig metre d'alçada (Alnus crispa, Betula nana i Salix arctica) també hi ha gramínies ciperàcies i alguns arbusts nans com Salix herbacea i Vaccinium uliginosum.
- Tundra típica: També hi ha molta molsa de 5 a 7 cm d'alçada que s'estenen sense quasi cap altra vegetació al llarg de quilometres. Les espècies més abundants de molsa a aquest tipus de tundra són: Hylocomium splendens, ''Tomentypnum nitens i Aulacomnium turgidum. Com a herbes hi són presents plantes del gènere Carex en concret Carex ensifolia la presència de líquens queda reduïda a llocs sorrencs i rocallosos.
- Tundra àrtica: Arriba fins al límit amb l'anomenat desert polar. La vegetació es disposa en forma de polígons i fins a un 50% de la terra queda sense vegetació. La geliturbació i la gelifracció (acció del gel i el desgel) deixa la tundra coberta d'esquerdes i monticles. Les molses no formen un mantell continuat i paradoxalment la terra pot escalfar-se millor i la possibilitat d'establir-s'hi vegetals augmenta respecte als altres dos tipus de tundra. D'arbusts només hi creix el diminut Salix polaris que només mostra, per sobre de la molsa, les inflorescències i les fulles superiors. Hi ha moltes gramínies que fins i tot fan gespa i dicotiledònies com per exemple les dels gèneres Saxifraga, Draba, Luzula i Papaver.

## Clima
Per la seva alta latitud la tundra no passa de rebre 70 kcal/cm²/any quan la taigà en rep 80-90. El seu balanç radiatiu és només de 10 kcal/cm²/any. A més aquesta energia es reparteix entre els mesos de març a octubre perquè aproximadament de novembre a febrer no surt el sol i estan a les fosques.
A la tundra l'albedo és alt, ja que la capa de neu reflecteix del 80 al 95% de la radiació solar.
Aquest tipus de vegetació correspon a un clima amb temperatures mitjanes mensuals sempre per sota dels 12 °C que no permeten que creixi cap tipus d'arbre amb dimensions de port arbori, encara que hi hagi arbres com salzes (per exemple Salix polaris) i pollancres de creixement arbustiu i de molt lenta taxa de creixement.

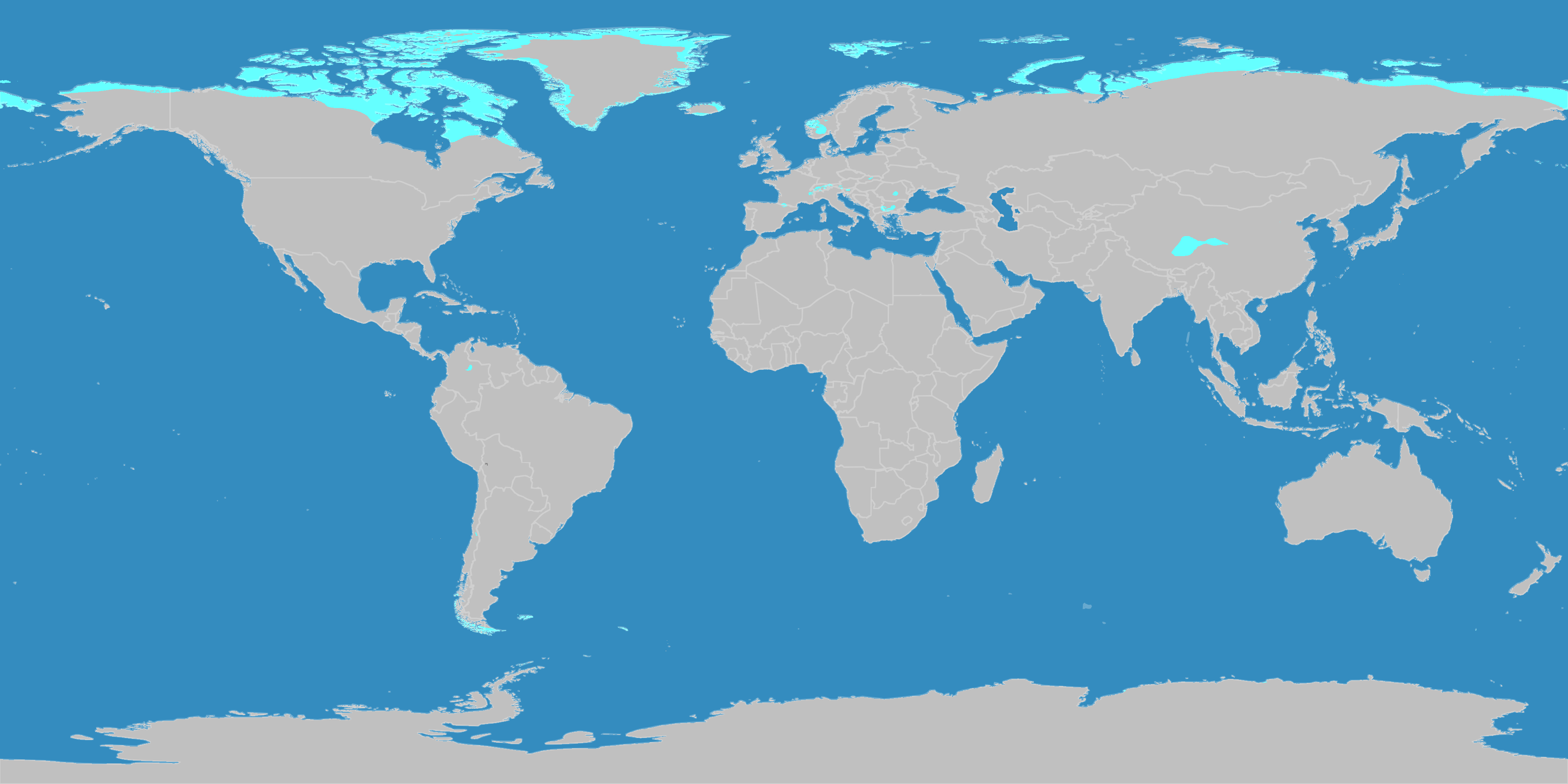
Llocs on creix la tundra

La raó per la qual no creixen arbres a la tundra no és per l'extrem fred de l'hivern (hi ha zones de tundra per exemple a Islàndia on el gener és menys fred que a Nova York) sinó que l'estiu és massa curt i fred (hi pot haver glaçades a ple estiu) per permetre el creixement i la reproducció de les coníferes. En general es necessiten quatre mesos amb temperatures mitjanes màximes per sobre dels 10 °C perquè els arbres es puguin desenvolupar.
La gran llargada del dia durant l'estiu compensa en part els pocs dies amb temperatures aptes per a vegetar. A més durant la "nit" la temperatura pot ser superior a la del migdia. El vent acostuma a bufar molt fort i a l'estiu hi pot haver dies amb molta boira. A l'hivern la tundra roman nevada i fosca. Tot i que la quantitat total anual de precipitació pot estar per sota dels 200 litres com que l'evapotranspiració és molt poca la tundra resulta humida. Pels animals herbívors és millor que la capa de neu no sigui gaire alta, ja que a l'hivern molts poden morir perquè l'esforç de remoure la neu no el compensen els nutrients de les plantes ingerides. De fet, la capa de neu és també molt important per a la vegetació. La neu a la primavera triga molt a fondre's i és així un obstacle per als vegetals, en canvi a l'hivern els protegeix del fred intens, del vent fort i de l'abrasió dels cristalls de gel com una manta tèrmica
Un exemple de clima de tundra és el de l'estació meteorològica de Màlie Karmakuli situada a 15 msnm d'altitud a l'Illa Sud de Nova Terra al nord de Rússia a la latitud 72 °N (per sobre del cercle polar àrtic). S'observa com en cap dels mesos la temperatura mitjana es troba per sobre dels 10 °C tot i que hi ha quatre mesos amb temperatures mitjanes per sobre de zero.
| Paràmetres                | gen   | feb   | mar   | abr   | mai  | jun | jul | ago | set | oct  | nov  | des   | Anual |
| Temperatures mitjanes, ºС | -15,7 | -15,5 | -13,4 | -11,0 | -4,7 | 1,5 | 6,9 | 6,5 | 3,2 | -2,9 | -8,5 | -12,0 | -5,5  |
| Pluja, mm                 | 40    | 31    | 29    | 24    | 25   | 27  | 41  | 50  | 47  | 43   | 32   | 32    | 421   |
| ------------------------- | ----- | ----- | ----- | ----- | ---- | --- | --- | --- | --- | ---- | ---- | ----- | ----- |

## Un exemple de tundra: la península de Taimir
El període lliure de glaçades a la tundra oscil·la entre els 55 i 118 dies. L'estació mitjana de creixement és d'uns dos mesos i mig en la tundra del sud (de principis de juny a finals d'agost). En el desert polar, en canvi, només és d'un mes i mig.
Els vents són forts de 8 a 8,6 m/s a l'hivern i de 5,3 a 5,6 m/s a l'estiu segons dades de la península de Taimir.
Al desert polar de Taimir la precipitació anual és de 150-200 litres i a la tundra sud de Taimir de 300 a 350 litres. Un terç de la precipitació cau en forma de pluja de juliol a agost de la qual es perd per evapotranspiració un 30%. La capa de neu pot fer de 10 a 50 cm de gruix però normalment fa de 20 a 30 cm. El vent desplaça la neu. La humitat atmosfèrica com en tot l'àrtic és alta del 80%
La península del Taimir és l'únic territori on, de sud a nord, es pot trobar tots els tipus de tundra incloent també una superfície de desert polar.
- La vegetació de la tundra del sud: A Taimir constitueix una banda de 100 a 150 km enquadrada entre les isotermes de juliol de 12 a 10 °C. Hi creixen els arbres nans (no passen de 2 m d'alt) Alnus fruticosa i Salix lanata al mateix lloc hi creixen els arbusts Vaccinium spp., Ledum decumbens, Empetrum nigrum, Arctostaphylos alpinus. En les depressions del terreny hi creixen plantes dels gèneres Eriophorum i Carex. Els arbres com Larix sibirica només apareixen extrazonalment en terrasses fluvials. Les espècies boreals encara representen el 20% de la vegetació i les típiques de tundra el 10%.
- Tundra típica: a Taimir domina aquest tipus de tundra. Fa una banda de 300 a 350 km de sud a nord. Coincideix aproximadament amb la isoterma de juliol de 10 °C al sud, i la de 5 °C al nord. La caracteritza la total absència d'arbres i d'arbusts. Les espècies llenyoses com Salix pulchra i Betula nana només fan uns 20 cm d'alt i acostumen a créixer semiprostrades. Les molses dominen la vegetació: Aulacomnium turgidum, Hylocomium alaskanum, Tormenthypnum nitens i Ptilium ciliare. També apareixen els càrex: Carex ensifolia spp. arctosibirica, Carex globularis i Carex lugens.
- Tundra del nord o tundra àrtica: a Taimir ocupa una estreta franja al nord de la tundra típica. Es troba entre les isotermes de juliol de 5 °C al sud i de 2 °C al nord. La superfície sense vegetació ocupa un 50% del total. les plantes es restringeixen a petits llocs favorables formats principalment per processos criogènics (gel i desgel). La vegetació resta empobrida en diversitat. Les formes de creixement canvien a toves, coixins i mates. Els Carex són substituïts per espècies herbàcies com Dupontia fisheri, Cardamine pratensis, Cerastium regelii i Saxifraga cernua. Els arbusts nans estan representats per Salix polaris i Dryas spp. però només viuen en hàbitats extrazonals. Les molses són encara abundoses però una coberta de molses només es troba adjacent a acumulació d'excrements d'ocells.

## Els sòls de la tundra
En moltes zones continentals el subsòl de la tundra està permanentment glaçat (permagel) només a l'estiu es desglacen uns decímetres (entre 30 cm i un metre desglaçat prop de Tiksi a Sibèria) on poden créixer i arrelar les plantes. Dins del permagel s'ha trobat vida en forma de bacteris resistents (extremòfils) que viuen i es reprodueixen en una terra glaçada al voltant de -10 °C Aquest sòl glaçat i fos a l'estiu també és un obstacle per a la construcció d'habitatges. A més el sòl de la tundra és pobre en nitrogen imprescindible per les plantes,

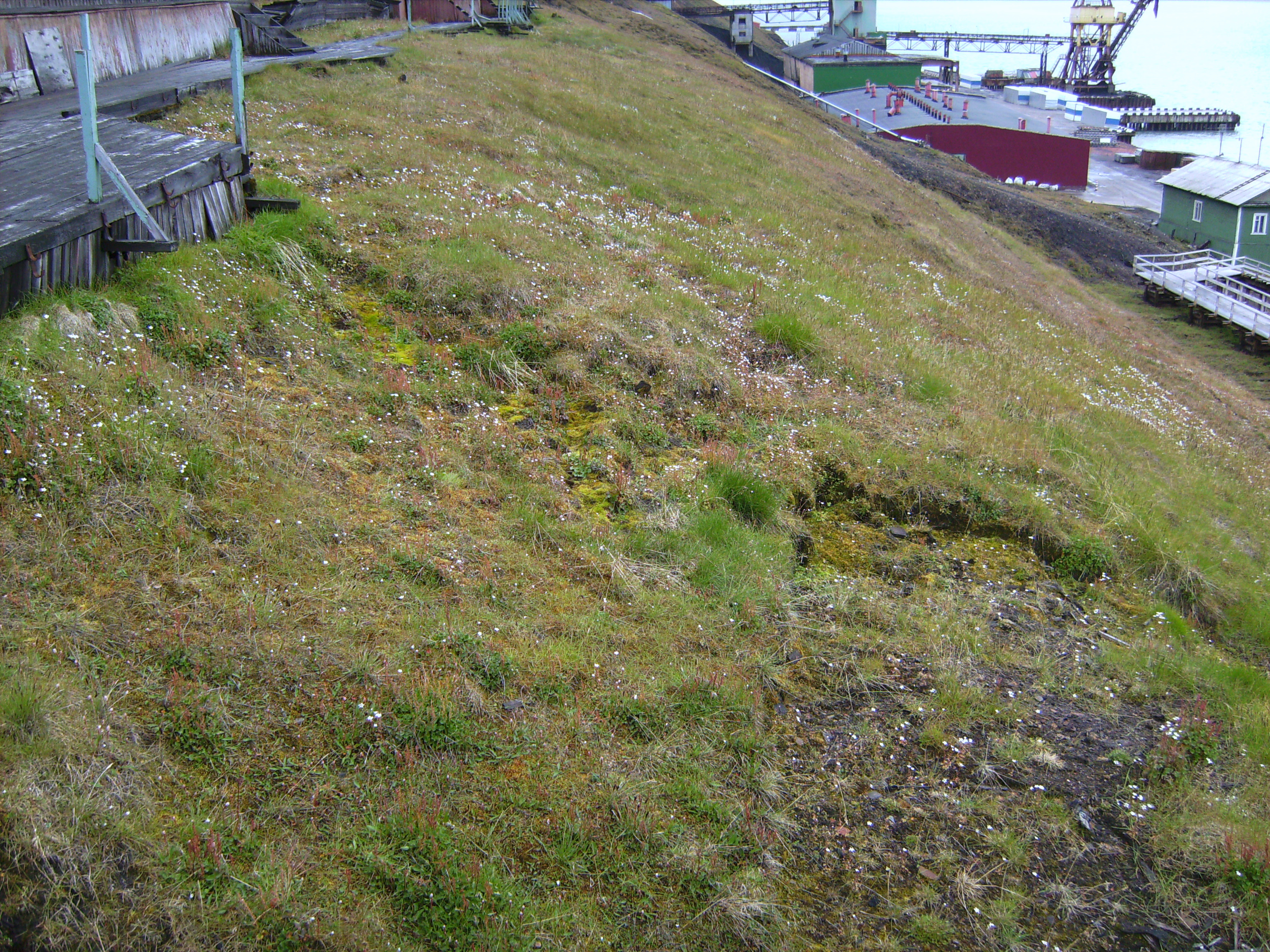
Tundra en pendent a Barentsburg, Svalbard

A l'arxipèlag Svalbard hi ha permagel per tot arreu excepte sota les grans glaceres que aïllen del fred i eviten que el sòl es congeli.
A banda de la característica principal de tenir un permagel. La tundra presenta una acumulació de matèria orgànica (humus) en el perfil superior, i acidificació, descalcificació, dessalinització, mobilització, acumulació de sesquiòxids, gleificació, i erosió de feldespat.
- L'humus format depèn de la composició de la capa vegetal i de la taxa de descomposició. Es forma torba en condicions d'aigua acumulada. El tipus d'humus pot ser Mor en llocs ben drenats
- L'acidificació es forma quan per l'activitat de les arrels i dels microbis del sòl es descompon la matèria orgànica i es formen els àcids carbònic i altres àcids orgànics eliminant els cations bàsics. A la tundra l'acidificació disminueix en sentit nord fins a desaparèixer i invertir-se en els deserts polars.
- Calcificació, salinització i processos inversos: El moviment dels soluts els determina la humitat i el sentit del moviment d'aigua del sòl. El moviment de soluts descendent disminueix quan ens desplacem cap al Nord, ja que les precipitacions disminueixen. Si hi ha poca humitat en el sòl precipiten els carbonats i les sals s'acumulen, de vegades això es pot observar a simple vista. Encara que la calcificació i salinització són típiques dels deserts polars també es pot donar aquest cas en alguns llocs localitzats de la tundra del sud.
- Erosió i minerals secundaris: Se sap que els líquens exsuden àcids orgànics (principalment àcid oxàlic) i que els compostos dels líquens poden deixar anar cations de les roques. Els sesquiòxids es formen per erosió geoquímica. mentre en llocs ben drenats es produeix un efecte de brunificació (terra bruna) en els més humits el ferro es troba en estat reduït (ferrós) i dona al sòl colors grisos o blavosos, és a dir es produeix la gleificació que és el principal procés de formació del sòl a la tundra. Cal tenir en compte que la capa de permagel subterrània que roman glaçada actua de barrera per sobre de la qual l'aigua líquida s'acumula i els processos químics es frenen.
- Podsolització: En els sòls de la tundra com en altres sòls més càlids també hi ha un procés de podsolització és a dir la mobilització del ferro i l'alumini pels àcids orgànics i el transport cap a l'horitzó inferior B originant així un sòl anomenat podzol (sòl de color cendrós)[10]

## La tundra i el canvi climàtic
La tundra àrtica s'ha comportat com un reservori net pel diòxid de carboni durant els recents períodes geològics i grans quantitats de carboni s'han emmagatzemat en els sòls dels ecosistemes nòrdics.Com que en els sistemes terrestres del 90 al 98% de la producció primària passa pel cicle descomponedor dels microbis del sòl (Bliss,1997;Goksoyr, 1975) i aquest cicle és molt lent en la tundra la productivitat biològica és baixa. Però en l'escenari del canvi climàtic ràpidament es mineralitzaria el carboni de la matèria orgànica de la tundra passant de ser reservori de carboni a esdevenir-ne emissor net. Moltes regions àrtiques, pel canvi climàtic, són actualment més càlides del que ho havien estat en el passat i aquest escalfament pot causar que la tundra, passant a ser aigua líquida gran part del seu permagel, passi de ser un reservori a un emissor de carboni i accelerar la taxa se descomposició del sòl (font del CO²) per tant aquesta descomposició dominaria sobre la fotosíntesi.

## Vegetació

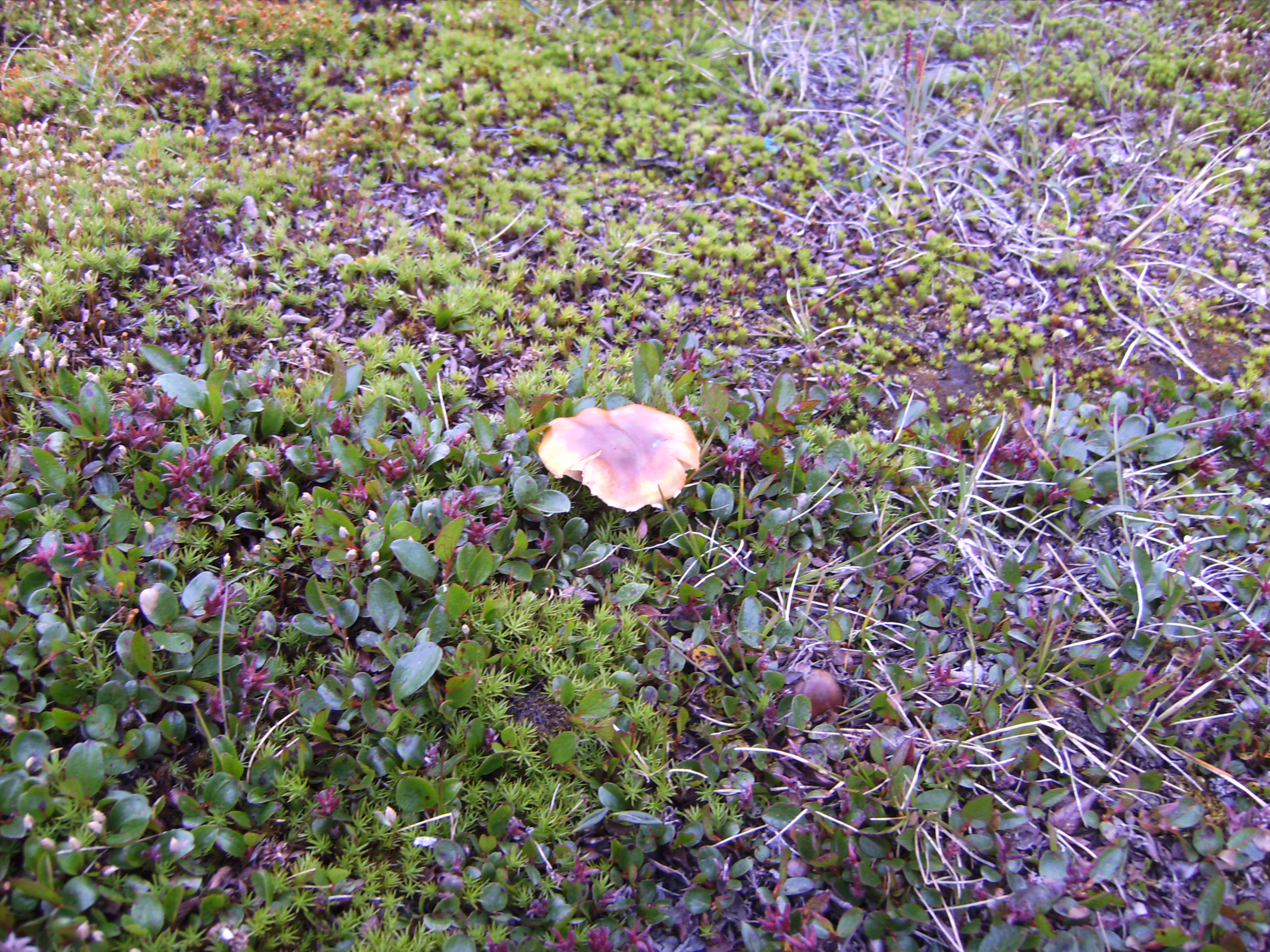
A la tundra,en aquest cas a Svalbard, també hi ha bolets

Les condicions de baixa productivitat biològica afavoreixen les mides menudes en les plantes llenyoses i les plantes herbàcies que ràpidament arriben al moment reproductiu. Les plantes de la tundra presenten trets de xeromorfisme com les plantes de llocs secs, malgrat estar en terrenys molt humits (baixíssima evapotranspiració i precipitació aquosa sumada a la de la neu fonent-se), sembla que aquest xeromorfisme està associat amb la fam de nitrogen. Hi abunden també les plantes en coixinet que és una adaptació tant al fred com al vent, en són exemples les espècies de Novosieversia glacialis i Saxifraga cespitosa. En climes freds com el de la tundra la majoria de les espècies es reprodueixen vegetativament i moltes plantes formen els capolls florals i les gemmes d'un any per l'altre guardant-les sota la neu i florint amb el desgel el més ràpid possible. En la reproducció sexual la pol·linització entomòfila pot ser difícil, les llavors que es formen són xiques i dispersades pel vent.
A illes de tundra com Islàndia hi creixen unes 400 plantes vasculars gramínies, crucíferes, ranunculàcies o papaveràcies principalment a Svalbard es redueixen a 173 espècies. Però són més freqüents i característiques les molses i líquens. (A la península Ibèrica hi creixen més de 7.000 espècies)

## Fauna
La fauna de la tundra és més aviat poc variada: ossos polars, bous mesquers, mamífers marítims, rens, guineus àrtiques i diversos micromamífers (que no són capaços d'excavar el sol glaçat) acompanyats de moltes aus nidificants o migratòries (oques, frarets, mussols, etc.) que s'alimenten en gran part de l'"explosió" de mosquits a l'estiu. Com que a la tundra hi ha molta natura, vagis per on vagis trobaràs aquests mosquits que venen en grup nombrós i poden travessar fins a cinc capes de roba. Són absents els rèptils i batracis peciloterms (de sang freda).

## Els humans a la tundra

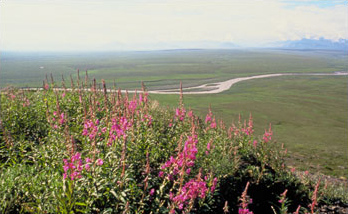
Tundra a Alaska

La majoria dels habitants de la tundra pertanyen a pobles indígenes. El grup més nombrós el constitueixen els inuit o esquimals (uns 90.000) que viuen a Grenlàndia, Alaska i nord del Canadà. Els sami o lapons (uns 130.000) viuen a la tundra del nord de Noruega, Suècia, Finlàndia i la península de Kola a Rússia. A la tundra de Rússia i Sibèria hi habiten els pobles nenets o samoiedes (uns 30.000), txuktxis (uns 10.000) i koriaks (uns 10.000). Els pobles autòctons tenen una dieta especial. A Svalbard hi ha uns 2.500 habitants principalment noruecs i russos (aquesta illa estava deshabitada quan va ser descoberta pels europeus). A les ciutats més septentrionals de Rússia com Dickson o Norilsk (aquesta amb més de 100.000 habitants i situada en la tundra boscosa) hi viuen principalment pobles d'ètnia russa i eslava. Una altra població no indígena es troba en diverses bases militars situades a la tundra com Thule (Grenlàndia) o Eureka i Alert (nord del Canadà).

## Problemes ambientals en la tundra

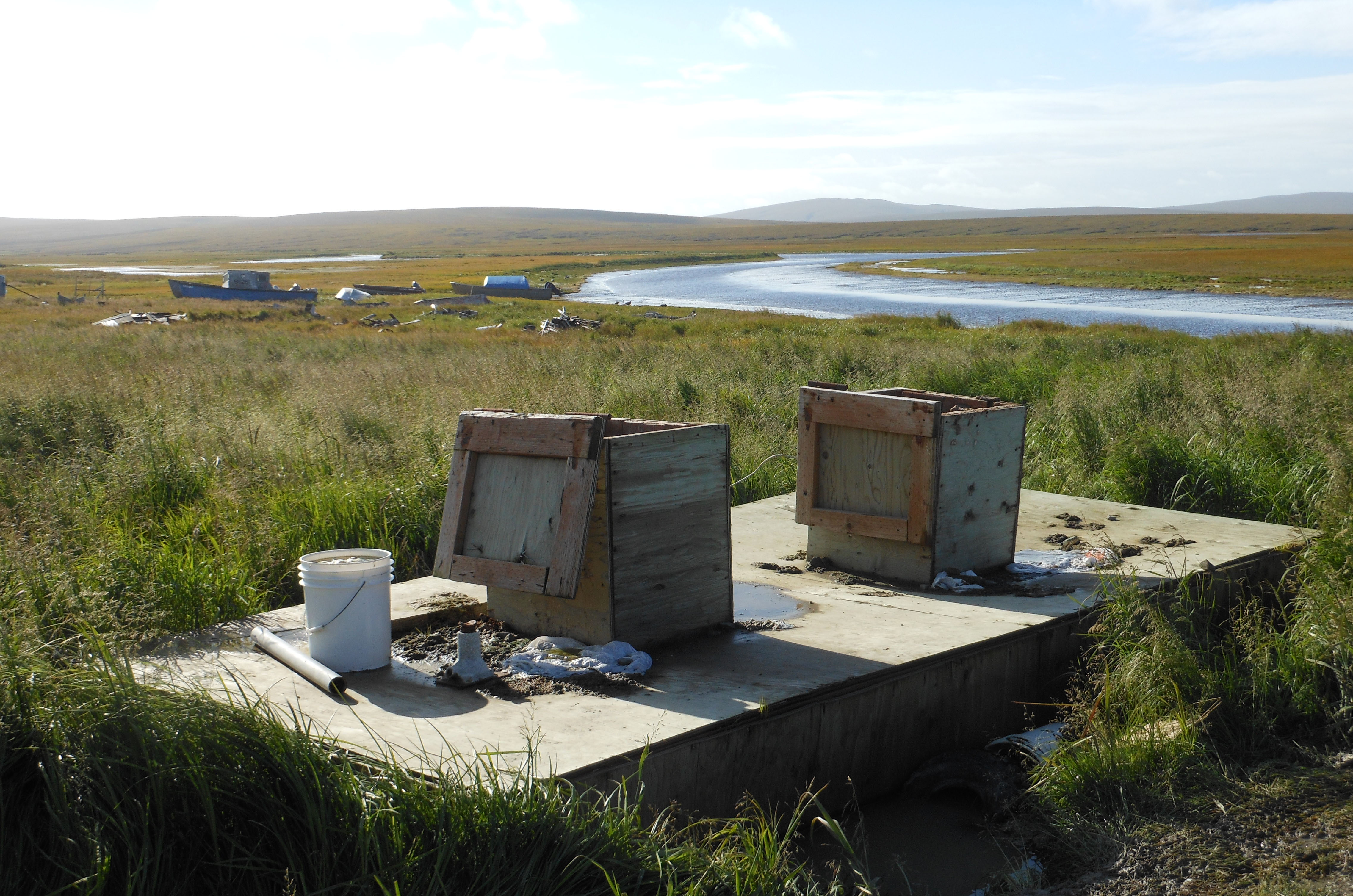
Aquests llocs són punts de recollida de residus a la tundra d'Alaska. El Departament d'Agricultura dels Estats Units (USDA) i els seus socis estan treballant per millorar sistemes com aquest i substituir-los per sistemes de retirada més segurs d'aigua residual i residus sòlids. (Fotografia de 2012)

Les principals amenaces són les següents:
- El desglaç del permagel com a resultat de l'escalfament global podria canviar radicalment el paisatge i quines espècies podrien viure allà.
- L'esgotament de l'ozó als pols nord i sud significa més raigs ultraviolats que perjudiquin la tundra.
- La contaminació atmosfèrica pot causar núvols de boira fotoquímica que contaminen el liquen, una font d'alimentació important per a molts animals.
- L'exploració de petroli, gas i minerals i la construcció de canonades i carreteres poden causar impactes físics i fragmentació de l'hàbitat.
- Els vessaments de petroli poden eliminar la vida salvatge i danyar de manera significativa els ecosistemes de la tundra.
- Els edificis i les carreteres hi aporten calor i pressió al permagel, cosa que fa que es fongui.
- Les espècies invasores eviten la vegetació nativa i redueixen la diversitat de la cobertura vegetal.[12]